# Túnel de la Torreta
El túnel de la Torreta, també conegut com a túnel de l'Argentera és un túnel ferroviari entre els municipis de l'Argentera i Pradell de la Teixeta que pertany a la línia de ferrocarril Barcelona – Reus- Mora la Nova – Flix.
Les obres, dissenyades per Eduard Maristany i Gibert per a la Companyia dels Ferrocarrils de Tarragona a Barcelona i França començaren l'octubre de 1883 i fou inaugurat l'any 1890, amb un cost de cinc milions de pessetes. Es va construir amb una moderna perforadora Ferroux, consistent en un carro accionat per aire comprimit que rotaven de manera simultània sis barrines horitzontals. Durant les obres van morir 14 persones per accidenta laborals. Amb els seus 4.043,75 metres de longitud és una de les infraestructures ferroviàries i d'enginyeria civil més destacades de Catalunya. Fou el més llarg de la península Ibèrica fins a l'1 d'octubre de 1957, quan s'inaugurà el túnel del Padornelo a la línia ferroviària de Zamora a Galícia. Actualment hi passa la línia Reus-Casp.
Durant la batalla de l'Ebre al túnel de l'estació de Pradell hi va haver el tren-hospital número 20 de la Segona República Espanyola.
Els treballs de Maristany van quedar reflectits en el llibre El túnel de la Argentera. Tratado de construcción de túneles, en sis volums que és tot un referent en la construcció de túnels en l'època, i li van merèixer que el 18 de juny de 1918 el rei Alfons XIII el nomenés Marquès de l'Argentera.